# Marcel Nowak
Marcel Nowak (* 10. Juli 1934 in Piennes; † 23. Dezember 1985) war ein französischer Fußballspieler, der über 300 Meisterschaftsspiele in der Division 1 bestritten hat.

## Sportlicher Werdegang
Nowak begann seine Profikarriere bei Olympique Lyon in der Division 2, mit der Mannschaft stieg er als Zweitligameister am Ende der Spielzeit 1953/54 in die Division 1 auf. Während der Abwehrspieler sich mit dem Klub in der Meisterschaft etablierte und im Landespokalwettbewerb 1955/56 das gegen den späteren Titelträger UA Sedan-Torcy verlorene Semifinale erreichte, avancierte er auch zum B-Nationalspieler, dabei nahm er mit der Auswahlmannschaft unter anderem an der Seite von Pierre Bernard, Raymond Kaelbel, André Lerond, Ernest Schultz und Stanislas Curyl am Mittelmeerpokal teil.
1957 wechselte Nowak zum Ligakonkurrenten AS Monaco. Hier blieb er fünf Jahre und gewann im Landespokal 1959/60 zusammen mit Lucien Cossou, Michel Hidalgo und Bart Carlier seinen ersten Titel. In 34 Saisoneinsätzen trug er in der Spielzeit 1960/61 zum ersten Meisterschaftsgewinn des Klubs bei, zudem gewann die Mannschaft den Coupe Charles Drago gegen Racing Straßburg. 
1962 kehrte Nowak für eine Spielzeit zu Olympique Lyon zurück. Neben einem fünften Platz in der Meisterschaft erreichte er das Endspiel um die Coupe de France 1962/63, das gegen seinen monegassischen Ex-Klub verloren wurde. Anschließend lief er wieder für die AS Monaco auf, ehe er Anfang 1967 in die Vereinigten Staaten wechselte. Hier spielte er jeweils kurzzeitig für die Chicago Spurs an der Seite von Horst Szymaniak und Bob Gansler sowie die von Rudi Gutendorf trainierten St. Louis Stars in der „Piratenliga“ National Professional Soccer League außerhalb der Zuständigkeit der FIFA.